# Paraíso de datos
Un paraíso de datos es un ordenador o de una red que mantiene los datos protegidos de la acción del gobierno por dos medios: los técnicos (el cifrado) y la ubicación en zonas seguras. Esta zona puede ser o un país que no tiene ni las leyes, o leyes mal aplicadas que restringen el uso de datos y no tiene tratados de extradición (modelo centralizado o territorial); o los mismos servidores y ordenadores de particulares relacionados en redes P2P anónimas (modelo descentralizado o desterritorial). HavenCo y Freenet son ejemplos de los dos modelos de paraísos informáticos.

## Propósitos informáticos
Razones para establecer refugios de datos incluyen acceso a la libre expresión política para los usuarios de países en los que la censura de Internet se practica.
Otras razones pueden incluir:
- La denuncia de irregularidades.
- La distribución de software, datos o discurso que viola leyes como la DMCA.
- Infracción de copyright.
- Burlar las leyes de protección de datos.
- Juegos de azar en línea.
- Pornografía.

Si bien se ha afirmado por algunos defensores de los paraísos de datos que no deben ser utilizadas para facilitar el spam, el terrorismo o la pornografía infantil, otros buscan paraísos de datos para estos fines. Sobre el tema existen varios argumentos.

## Origen de la expresión
Este término fue acuñado por Bruce Sterling en 1988 su novela Islas en la red. Los segmentos "tiempos modernos", de la novela de 1999 Criptonomicón, de Neal Stephenson, se relaciona a un pequeño grupo de empresarios tratando de crear un paraíso de datos.